# Konya Torku Şeker Spor-Vivelo/Saison 2011
Dieser Artikel listet Erfolge und Mannschaft des Radsportteams Konya Torku Şeker Spor-Vivelo in der Saison 2011 auf.

## Erfolge in der UCI Africa Tour
| Datum    | Rennen                  | Kat. | Fahrer                  |
| -------- | ----------------------- | ---- | ----------------------- |
| 29. März | 5. Etappe Tour du Maroc | 2.2  | Muhammet Eyüp Karagöbek |

## Erfolge in der UCI Europe Tour
| Datum         | Rennen                                    | Kat. | Fahrer                  |
| ------------- | ----------------------------------------- | ---- | ----------------------- |
| 29. Mai       | 4. Etappe Tour of Trakya                  | 2.2  | Muhammet Atalay         |
| 2. Juni       | 1. Etappe Tour of Isparta (EZF)           | 2.2  | Mustafa Sayar           |
| 4. Juni       | 3. Etappe Tour of Isparta                 | 2.2  | Danail Andonow Petrow   |
| 2.–5. Juni    | Gesamtwertung Tour of Isparta             | 2.2  | Mustafa Sayar           |
| 7. Juni       | 4. Etappe Romanian Cycling Tour           | 2.2  | Wladimir Koew           |
| 26. Juni      | Bulgarische Meisterschaft – Straßenrennen | CN   | Danail Andonow Petrow   |
| 2. Juli       | 3. Etappe Tour of Cappadocia              | 2.2  | Miraç Kal               |
| 8. Juli       | 3. Etappe Sibiu Cycling Tour              | 2.2  | Wladimir Koew           |
| 6.–10. Juli   | Gesamtwertung Sibiu Cycling Tour          | 2.2  | Wladimir Koew           |
| 11. September | 4. Etappe Tour of Marmara                 | 2.2  | Muhammet Eyüp Karagöbek |
| 9. Oktober    | 4. Etappe Tour of Alanya                  | 2.2  | Hüseyin Özcan           |

## Zugänge – Abgänge
| Zugänge                 | Team 2010                 | Abgänge            | Team 2011           |
| ----------------------- | ------------------------- | ------------------ | ------------------- |
| Danail Andonow Petrow   | Madeinox-Boavista         | Jowtscho Jowtschew | Cycling Team Friuli |
| Stanislaw Saraliew      | Heraklion-Nessebar (2009) | Miroslaw Denew     | Unbekannt           |
| Muhammet Atalay         | Neoprofi                  | Nedko Diankow      | Unbekannt           |
| Secaattin Dazkirli      | Neoprofi                  | Ahmed Metin        | Unbekannt           |
| Miraç Kal               | Neoprofi                  | Miroslaw Mintschew | Unbekannt           |
| Muhammet Eyüp Karagöbek | Neoprofi                  | Pawel Schumanow    | Unbekannt           |
| Hüseyin Özcan           | Neoprofi                  | Rino Zampilli      | Unbekannt           |
| Mustafa Sayar           | Neoprofi                  |                    |                     |
| Serhat Sert             | Neoprofi                  |                    |                     |
| Selçuk Türkçetin        | Neoprofi                  |                    |                     |
| Stefano Zanichelli      | Neoprofi                  |                    |                     |

## Mannschaft
| Name                    | Geburtstag       | Nationalität |
| ----------------------- | ---------------- | ------------ |
| Danail Andonow Petrow   | 5. Februar 1978  | Bulgarien    |
| Muhammet Atalay         | 15. Mai 1989     | Türkei       |
| Pawlin Balinski         | 5. Februar 1989  | Bulgarien    |
| Secaattin Dazkirli      | 10. März 1990    | Türkei       |
| Jewgeni Gerganow        | 1. Oktober 1975  | Bulgarien    |
| Miraç Kal               | 7. August 1987   | Türkei       |
| Muhammet Eyüp Karagöbek | 6. Oktober 1989  | Türkei       |
| Wladimir Koew           | 31. August 1979  | Bulgarien    |
| Hüseyin Özcan           | 20. Januar 1988  | Türkei       |
| Daniel Petrow           | 31. Oktober 1982 | Bulgarien    |
| Stanislaw Saraliew      | 10. Februar 1988 | Bulgarien    |
| Mustafa Sayar           | 22. April 1989   | Türkei       |
| Serhat Sert             | 1. Januar 1987   | Türkei       |
| Swetoslaw Tschanliew    | 3. August 1973   | Bulgarien    |
| Selçuk Türkçetin        | 25. Juli 1987    | Türkei       |
| Stefano Zanichelli      | 25. März 1986    | Italien      |

## Platzierungen in UCI-Ranglisten
UCI Africa Tour 2011
|      | Fahrer                  | Punkte |
| ---- | ----------------------- | ------ |
| 76.  | Miraç Kal               | 16     |
| 116. | Daniel Petrow           | 9      |
| 129. | Muhammet Eyüp Karagöbek | 8      |

UCI Europe Tour 2011
|       | Fahrer                  | Punkte |
| ----- | ----------------------- | ------ |
| 90.   | Wladimir Koew           | 137    |
| 114.  | Mustafa Sayar           | 116    |
| 139.  | Danail Andonow Petrow   | 104    |
| 587.  | Jewgeni Gerganow        | 22     |
| 601.  | Muhammet Eyüp Karagöbek | 21     |
| 601.  | Swetoslaw Tschanliew    | 21     |
| 820.  | Miraç Kal               | 10     |
| 878.  | Muhammet Atalay         | 8      |
| 878.  | Hüseyin Özcan           | 8      |
| 987.  | Selçuk Türkçetin        | 6      |
| 1139. | Daniel Petrow           | 3      |
| 1212. | Stanislaw Saraliew      | 2      |